# Otto II. (Rietberg)
Graf Otto II. von Rietberg († 18. Juli 1389) war von 1365 bis 1389 Graf von Rietberg.
Otto II. wurde als Sohn von Konrad III. und dessen Frau Ermeswint von Reifferscheidt geboren. Nach dem Tod des Vaters übernahm Otto II. 1365 die Grafschaft. Er starb am 18. Juli 1389 und wurde im Kloster Marienfeld beigesetzt.

## Ehe und Nachkommen
Otto II. heiratete um 1370 Adelheid zur Lippe aus der benachbarten Grafschaft. Aus dieser Ehe gingen die folgenden Kinder hervor:
- Konrad IV., Graf 1389–1428
- Johann, Domherr in Köln (⚔ in der Schlacht von Detern 27. September 1426)
- Otto († zwischen 6. Juli und 7. Oktober 1406), Bischof von Minden 1403–1406